# 펄션

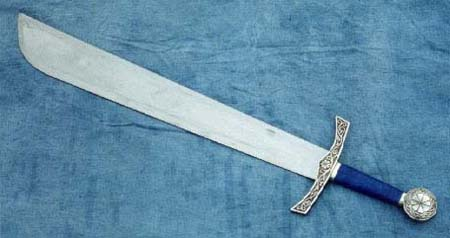

펄션(영어: falchion [ˈfɔːltʃən][*] < 고대 프랑스어: fauchon < 라틴어: falx)은 유럽의 편수 외날 도검의 일종이다. 그 생긴 모습은 중국의 대도나 근대의 마체테와 비슷하다. 펄션은 13세기경부터 16세기에 걸쳐 발견된다. 날씬한 펄션은 사브르처럼 보이기도 한다.